# Первенство России по хоккею с мячом среди КФК 2015
6-е Первенство России по хоккею с мячом среди коллективов физической культуры 2015 года — прошло с 17 января по 1 марта 2015 года. Победителем стала команда «Северский трубник» (Полевской).

## Предварительный этап
Для участия в турнире подали заявки 13 команд.
На предварительном этапе 10 команд были разбиты на пары по географическому принципу и провели по два матча на поле каждого из соперников (31 января и 1 февраля (пара команд из Новгородской и Костромской области первые два матча проводили 17-18 января) и 7-8 февраля). Три команды – СК «Обухово» (Обухово), Северский трубник (Полевской), «Энжелс» (Рязань), были допущены для участия в финальном турнире без проведения отборочных игр.
Команда, набравшая наибольшее число очков во всех четырех матчах, попадала в финальный турнир, при равенстве очков победитель определялся по разнице забитых и пропущенных мячей.
ХК «Боровичи» (Боровичи) — «Старт» (Нерехта) — 7:7, 4:5, 6:8, 6:2
«Тольяттиазот» (Тольятти) — «Кировец» (Уфа) — 6:7, 8:6, 10:9, 9:10
«Энергия» (пгт Черёмушки, Хакасия) — «Алтай» (Горно-Алтайск) — 7:3, 9:0, 9:3, 5:7
ХК «Сыктывкар» (Сыктывкар)  — «Емва» (Емва, Республика Коми) — 9:2, 11:0, 7:4, 7:5
«Севмаш» (Северодвинск) — «Вычегда» (Коряжма, Архангельская область) — 4:3*, 4:2*, +:– (отказ), +:– (отказ)
- — матч прошли в г.Котлас Архангельской области

Однако перед проведением финального турнира в связи  с поступлением дополнительных заявок состав участников финального турнира был пересмотрен: к финальному турниру были допущены команды «Энергия» (Шатура), «Салют» (Котлас) и УВАУ ГА (Ульяновск), команда «Энжелс» (Рязань) отказалась от участия в финальном турнире.

## Финальный турнир
Первоначально финальный турнир должен был пройти в пос.Обухово, но в связи с увеличением по предварительной заявке количества участников до 10 команд было принято решение провести турнир в поселке Обухово и городе Шатура.
В финальном турнире приняли участие 9 команд, допущенная к участию в финальном турнире команда УВАУ ГА (Ульяновск) не приехала.
Девять команд будут разбиты на две группы (одна группа игра в поселке Обухово, другая – в Шатуре), в каждой из которых прошел круговой турнир. Первоначально планировалось проведение стыковых матчей, но затем по итогам группового этапа были проведены стыковые матчи за 3—4 места и 1—2 места (матчи прошли в поселке Обухово). Все матчи турнира игрались по укороченному регламенту – в два тайма по 30 минут, кроме стыковых матчей, в которых были определены призеры турнира, игравшихся по полному регламенту.

### Групповой этап
Группа А (поселок Обухово)
| Команда                          | 1   | 2   | 3   | 4   | 5   | И | В | Н | П | М     | О  |
| -------------------------------- | --- | --- | --- | --- | --- | - | - | - | - | ----- | -- |
| 1. Северский трубник (Полевской) |     | 4:2 | 6:2 | 6:5 | 9:3 | 4 | 4 | 0 | 0 | 25:12 | 12 |
| 2. Севмаш (Северодвинск)         | 2:4 |     | 5:3 | 3:1 | 8:0 | 4 | 3 | 0 | 1 | 18:8  | 9  |
| 3. СК Обухово (Обухово)          | 2:6 | 3:5 |     | 8:3 | 5:2 | 4 | 2 | 0 | 2 | 18:16 | 6  |
| 4. Тольяттиазот (Тольятти)       | 5:6 | 1:3 | 3:8 |     | 6:4 | 4 | 1 | 0 | 3 | 15:21 | 3  |
| 5. Старт (Нерехта)               | 3:9 | 0:8 | 2:5 | 4:6 |     | 4 | 0 | 0 | 4 | 9:28  | 0  |

Группа Б (город Шатура)
| Команда                             | 1   | 2   | 3   | 4   | И | В | Н | П | М    | О |
| ----------------------------------- | --- | --- | --- | --- | - | - | - | - | ---- | - |
| 1. Энергия (Шатура)                 |     | 6:3 | 4:2 | 4:1 | 3 | 3 | 0 | 0 | 14:6 | 9 |
| 2. ХК Сыктывкар (Сыктывкар)         | 3:6 |     | 1:1 | 7:2 | 3 | 1 | 1 | 1 | 11:9 | 4 |
| 3. Салют (Котлас)                   | 2:4 | 1:1 |     | 3:0 | 3 | 1 | 1 | 1 | 6:5  | 4 |
| 4. Энергия (пгт Черемушки, Хакасия) | 1:4 | 2:7 | 0:3 |     | 3 | 0 | 0 | 3 | 3:14 | 0 |

### Плей-офф
Матч за 3-4 места
«Севмаш» (Северодвинск) – ХК «Сыктывкар» (Сыктывкар) – 6:2
Матч за 1-2 места
«Энергия» (Шатура) – «Северский трубник» (Полевской) – 4:4, пенальти 3:4